# Dolichopeza vyasa
Dolichopeza vyasa är en tvåvingeart som beskrevs av Alexander 1970. Dolichopeza vyasa ingår i släktet Dolichopeza och familjen storharkrankar. Inga underarter finns listade i Catalogue of Life.